# Osly-Courtil
Osly-Courtil é uma comuna francesa na região administrativa de Altos da França, no departamento de Aisne. Estende-se por uma área de 5,23 km². Em 2010 a comuna tinha 340 habitantes (densidade: 65 hab./km²).